# Olimpiada Agia Paraskevi
L'Olimpiada Agia Paraskevi (Ολυμπιάδα Αγίας Παρασκευής) è una squadra di calcio a 5 greca con sede a Agia Paraskevi. 

## Storia
Fondata nel 1996, l'Olimpiada è stata una delle squadre pioniere della disciplina in Grecia, avendo partecipato al campionato nazionale fin dalla sua istituzione (1997-98). Nel suo palmarès figurano una Coppa di Grecia (2014) e un campionato di seconda divisione (2007).

## Rosa 2008-2009
| N. |                   | Ruolo | Calciatore                 |
| -- | ----------------- | ----- | -------------------------- |
| -  | Grecia (bandiera) | G     | Panagiotis Bardis          |
| -  | Grecia (bandiera) | G     | Paraskevas Chatziefangelou |
| -  | Grecia (bandiera) | G     | Thodoros Alexandropoulos   |
| -  | Grecia (bandiera) | G     | Costas Pappas              |
| -  | Grecia (bandiera) | G     | Lefteris Kouvaras          |
| -  | Grecia (bandiera) | G     | Manolis Sylignakis         |
| -  | Grecia (bandiera) | G     | Panagiotis Kavvadias       |
| -  | Grecia (bandiera) | G     | Ioannis Delaportas         |
| -  | Grecia (bandiera) | G     | Thomas Panos               |
| -  | Grecia (bandiera) | G     | Stelios Karnesis           |
| -  | Grecia (bandiera) | G     | Dimitris Vergitsis         |
| -  | Grecia (bandiera) | G     | Ioannis Marinakis          |
| -  | Grecia (bandiera) | G     | Stratos Serdenes           |
| -  | Grecia (bandiera) | G     | Socrates Poulios           |

| N. |                   | Ruolo | Calciatore              |
| -- | ----------------- | ----- | ----------------------- |
| -  | Grecia (bandiera) | G     | Dionyssis Stavrakas     |
| -  | Grecia (bandiera) | G     | Dimos Raptis            |
| -  | Grecia (bandiera) | G     | Dimitris Alexopoulos    |
| -  | Grecia (bandiera) | G     | Nikos Alexandropoulos   |
| -  | Grecia (bandiera) | G     | Diamandis Kerasiotis    |
| -  | Grecia (bandiera) | G     | Dimitris Karma          |
| -  | Grecia (bandiera) | G     | Labros Karayorgos       |
| -  | Grecia (bandiera) | G     | Costas Karavasili       |
| -  | Grecia (bandiera) | G     | Vasilis Asimakopoulos   |
| -  | Grecia (bandiera) | G     | Thanasis Gregoriou      |
| -  | Grecia (bandiera) | G     | Charalambos Koutsoupias |
| -  | Grecia (bandiera) | G     | Pandelis Michaelidis    |
| -  | Grecia (bandiera) | G     | Elias Constantinou      |

## Palmarès
- Coppa di Grecia: 1

2013-2014